# 王府井天主堂
39°54′57″N 116°24′21″E / 39.91583°N 116.40583°E
王府井天主堂，正名圣若瑟堂，俗称东堂、八面槽教堂，位于北京市东城区王府井大街74号，隶属天主教北京教区，是耶稣会士在北京城区继宣武门天主堂之后兴建的第二所教堂。
王府井天主堂现存的建筑是座三层罗马式建筑，在建筑细部的处理上，融入了许多中国传统建筑元素，整座建筑成功融合了中西建筑风格。2000年伴随着王府井大街的改造，北京市政府投资在教堂前兴建了一座广场，从而使王府井天主堂成为王府井步行街边的一处景观，王府井天主堂因此成了最为北京市民熟知的天主教堂。

## 历史
王府井天主堂是由耶稣会意大利籍传教士利类思和葡萄牙籍传教士安文思兴建。他们于明朝末年在四川传教，后陷入张献忠农民军的控制，1647年又被攻入四川的清军肃亲王豪格俘获，获得豪格善待。得知两人被俘消息后，在北京的汤若望曾准备写奏折请求释放二人，但考虑到当时的政治形势，为避免耶稣会和汤若望被清廷及摄政王多尔衮（豪格的政敌）怀疑为与张献忠有联系，耶稣会中国副省北方传教会会长傅泛济命汤若望放弃了上呈该奏折。1648年，利类思、安文思两人被豪格军队押返北京。到北京后，两人先被送入礼部衙门并受到礼遇，随后于同年被转送光禄寺并失去自由。在光禄寺关押两年后，1650年被送到佟图赖家为奴。顺治八年（1651年），两人脱离奴籍，但仍由佟图赖家供养。

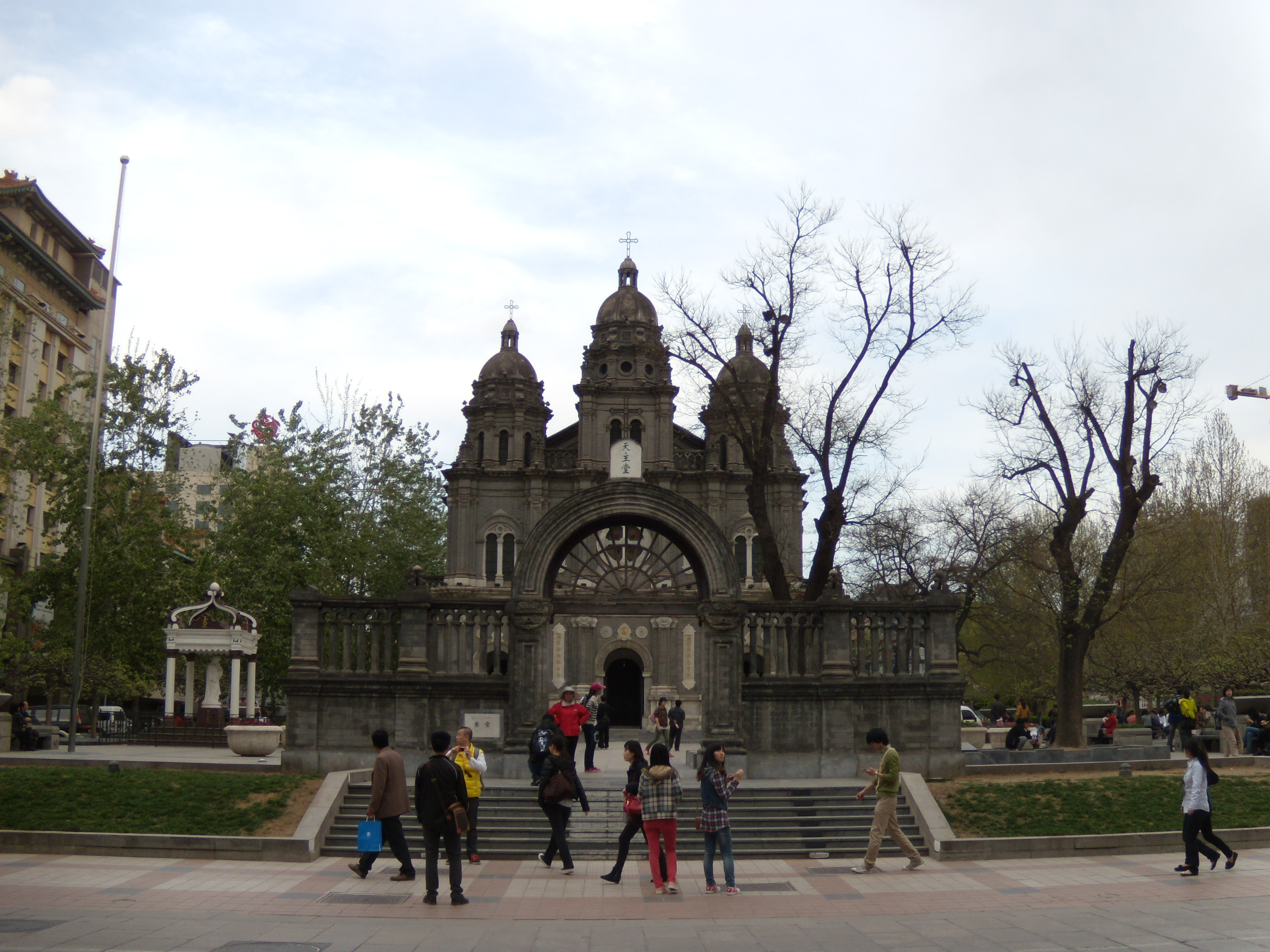
从院门前远望大堂，左为圣若瑟纪念亭

1651年，两人脱离奴籍后，开始募捐兴建教堂。他们向郑芝龙（当时被软禁在北京）等人募捐，郑芝龙为他们找了住处，并在该住处建了所小教堂。这座1651年兴建的教堂是两人到北京后兴建的第一所教堂。两人因进行传教活动，在北京的名声越来越大，终于在1655年被顺治帝所知。顺治十二年（1655年），两人获顺治帝召见，顺治帝赐给两人银米若干、房屋一所。两人获得顺治帝所赐的这所房屋后，又获得肃亲王豪格侧福晋奉教王妃曹儒斯大（Justa Chao）及清朝宗室佟家（佟家即佟图赖及长子佟国纲、次子佟国维等人的家族）的捐资，于康熙元年（1662年）在顺治帝所赐房屋处建成了一座正式的欧洲式样教堂。该教堂长70英尺，采用爱奥尼亚式建筑风格。该教堂当时命名为“救世主堂”，又名“圣若瑟堂”，俗称“东堂”，地址在东安门外干鱼胡同。东堂建立后，成为葡萄牙传教士在北京的中心据点，原来郑芝龙捐款建成的小教堂改作教士住宅。这是继汤若望兴建的宣武门天主堂之后，葡萄牙传教团在北京建的第二座教堂。因为利类思、安文思两人到北京后，与汤若望矛盾日深，汤若望不愿与二人同住宣武门天主堂，二人1651年获得自由后才无处容身，先在郑芝龙帮助下建小教堂，后又建东堂。因为这新教堂与宣武门天主堂东西对峙，才得俗名“东堂”，而宣武门天主堂则得俗名“西堂”。后来，法国传教士在靠近紫禁城的蚕池口建设了教堂，俗称“北堂”，宣武门天主堂的俗名这才变成“南堂”。

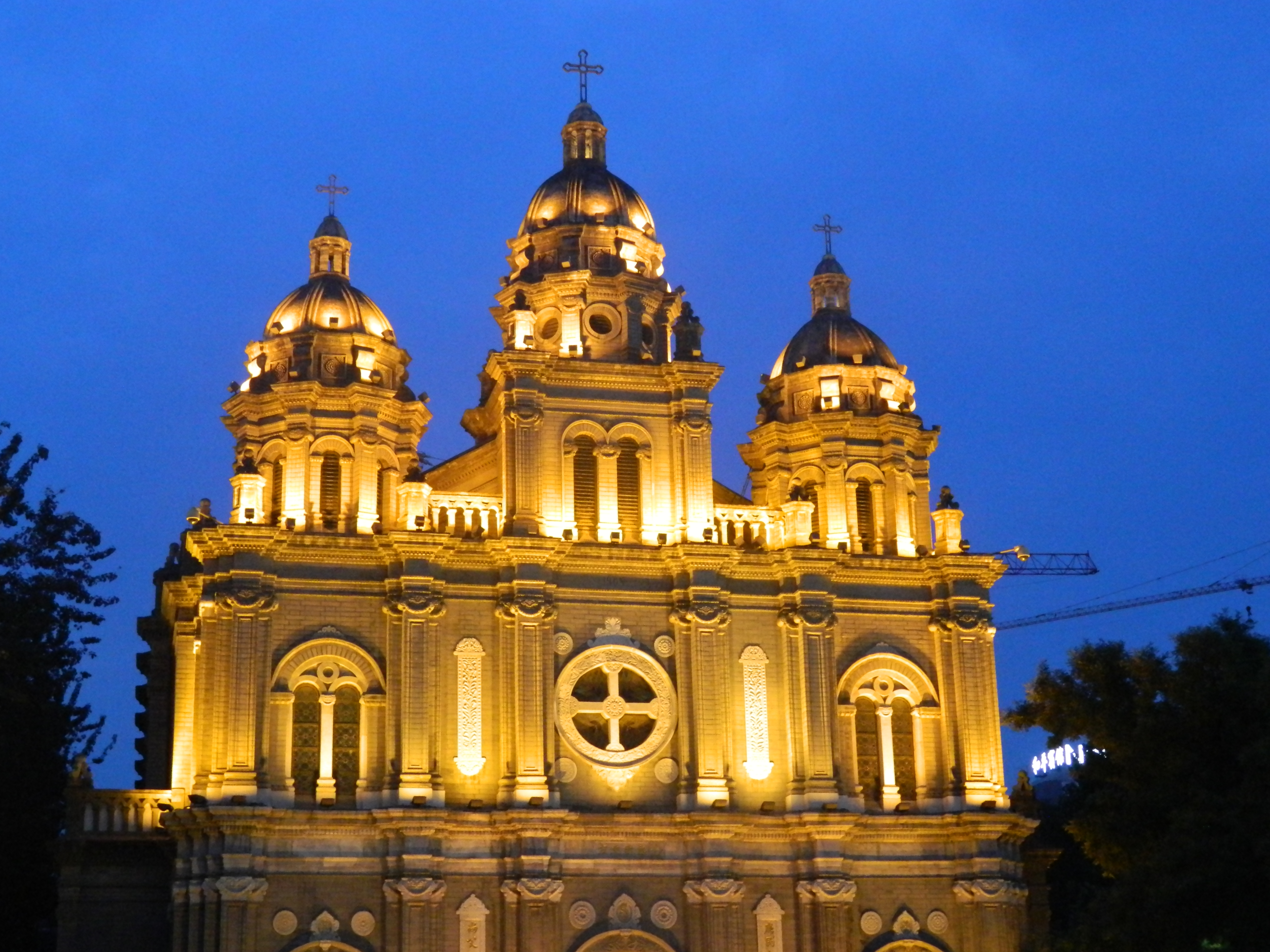
东堂夜景

1661年，顺治帝逝世，在华外国传教士失去了最大的保护伞。因继任的康熙帝年幼，顺治帝生前曾指定了四位辅政大臣。顺治帝逝世两个月后，督捕司指控安文思在教堂为一位朝廷官员提供藏匿钱财之处。这位官员是肃亲王豪格侧福晋曹儒斯大的儿子，教名为西蒙（Simão）。顺治帝因豪格之死，为了补偿，故封西蒙为地方官。西蒙曾任河间府的长官，顺治十五年（1658年）出任江南的宁国府知府。曹儒斯大在赴江南投奔儿子西蒙前来到教堂，将一些钱财存放在了利类思、安文思处。1659年，郑成功率张煌言侵袭江苏省，夺取了宁国府等地，知府西蒙从宁国府逃往南京。后西蒙的仆人胁迫曹儒斯大在1660年回到北京宫廷，这些仆人控告西蒙当年在河间府任职时贪污，脏银藏在耶稣会神父处。安文思由此被卷入该案，1661年受到官府传唤，并遭受酷刑。同时西蒙在南京被控将宁国府留给了郑成功，涉嫌叛变。西蒙在南京被定罪后，1661年同年，曹儒斯大、西蒙的妹妹茱莉娅（Julia）以及安文思被刑部判处绞刑。判决随后由四位辅政大臣召集三法司会审，1661年12月判处曹儒斯大、茱莉娅绞刑，安文思则可无罪开释。1662年，此案最终结案。案件审理过程中，利类思曾托豪格的两个儿子请刑部堂官向四位辅政大臣请求赦免安文思，佟图赖的遗孀也曾为安文思的获释而奔走。

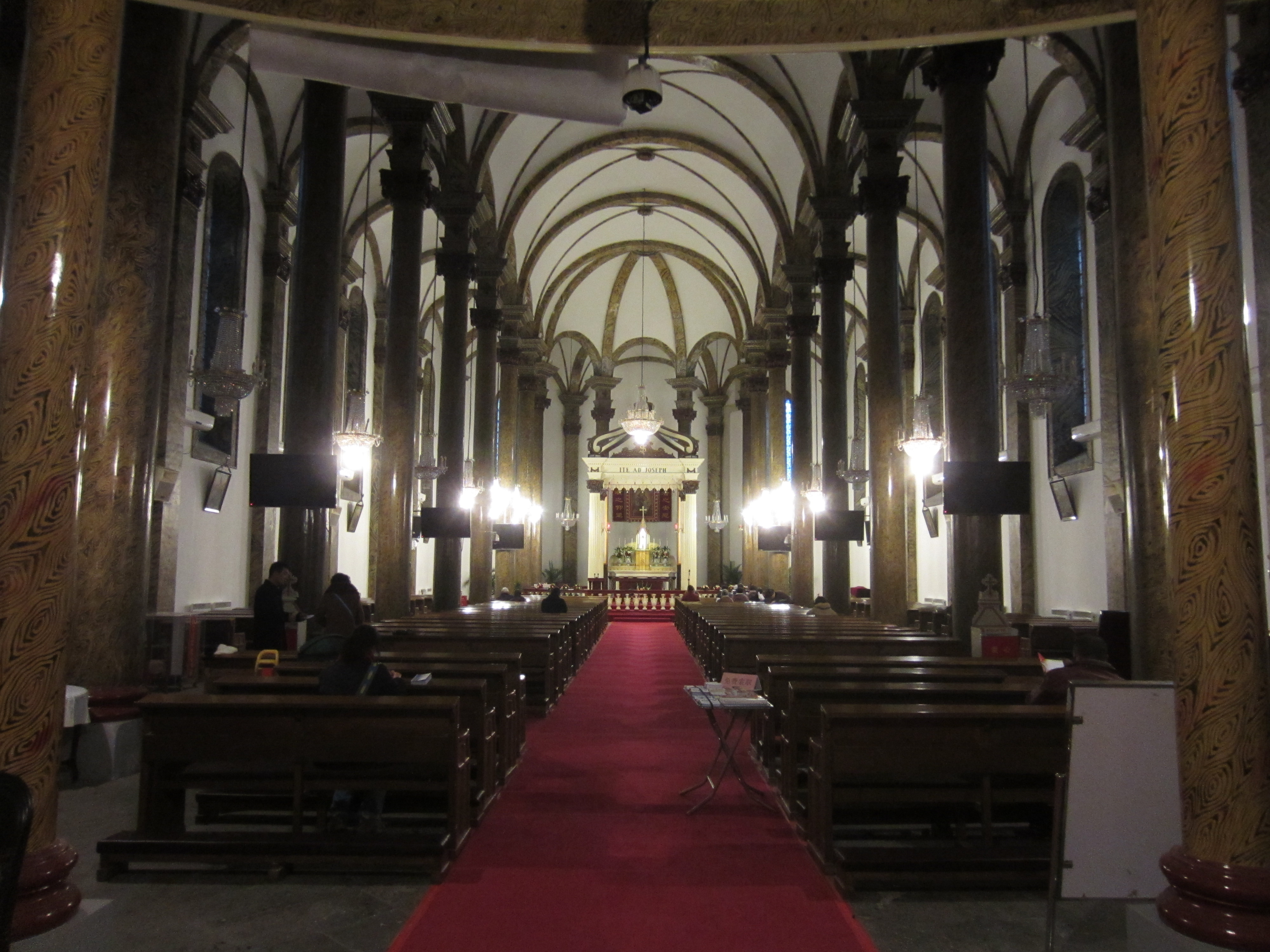
大堂内景

康熙三年（1664年）七月二十六日，徽州府新安卫官生杨光先上《请诛邪教状》，参劾汤若望等外国传教士，指控他们有三大罪状：“潜谋造反，一也；邪说惑众，二也；历法荒谬，三也。”正好当时辅政大臣鳌拜等人不喜欢外国传教士，1664年11月12日，鳌拜将汤若望、利类思、安文思、南怀仁四位传教士投入刑部监狱。经过轮番审讯，1665年1月初，刑部作出初次判决，判首犯汤若望革职、绞监候，其他三人为从犯，有官职者革职，俱杖责四十、充发远方。1665年4月中旬再次审判时，杨光先再次上书声称汤若望管理的钦天监为几年前入葬的荣亲王选择葬期、山向“俱犯杀忌”。由此鳌拜更加重了刑罚，判处汤若望和七位钦天监华人官员杜如预、杨宏量、李祖白、宋可成、宋发、朱光显、刘有泰凌迟处死。康熙四年三月一日（1665年4月15日），北京发生大地震，群臣请旨大赦。三月二日释放囚犯1200多人，但四位传教士未释放。三月二日当天下午，又发生一次地震，乃请旨开释利类思、安文思、南怀仁。当时汤若望的死刑尚未赦免，仅将凌迟改为斩监候。从三月三日到三月五日，北京又发生多次地震，顺治帝之母孝庄皇太后以天谴可畏，召辅政大臣面谕称汤若望应开释，李祖白等人可即处决。随后汤若望获释，李祖白等五位钦天监华人官员被处决。在这次由杨光先开始的反天主教的浪潮中，王府井天主堂被毁，故利类思、安文思获释后，都迁居宣武门天主堂，继续传教。两人后来都在宣武门天主堂逝世，逝世时都获得康熙帝颁发的上谕，赐银、缎及举办隆重的葬礼。

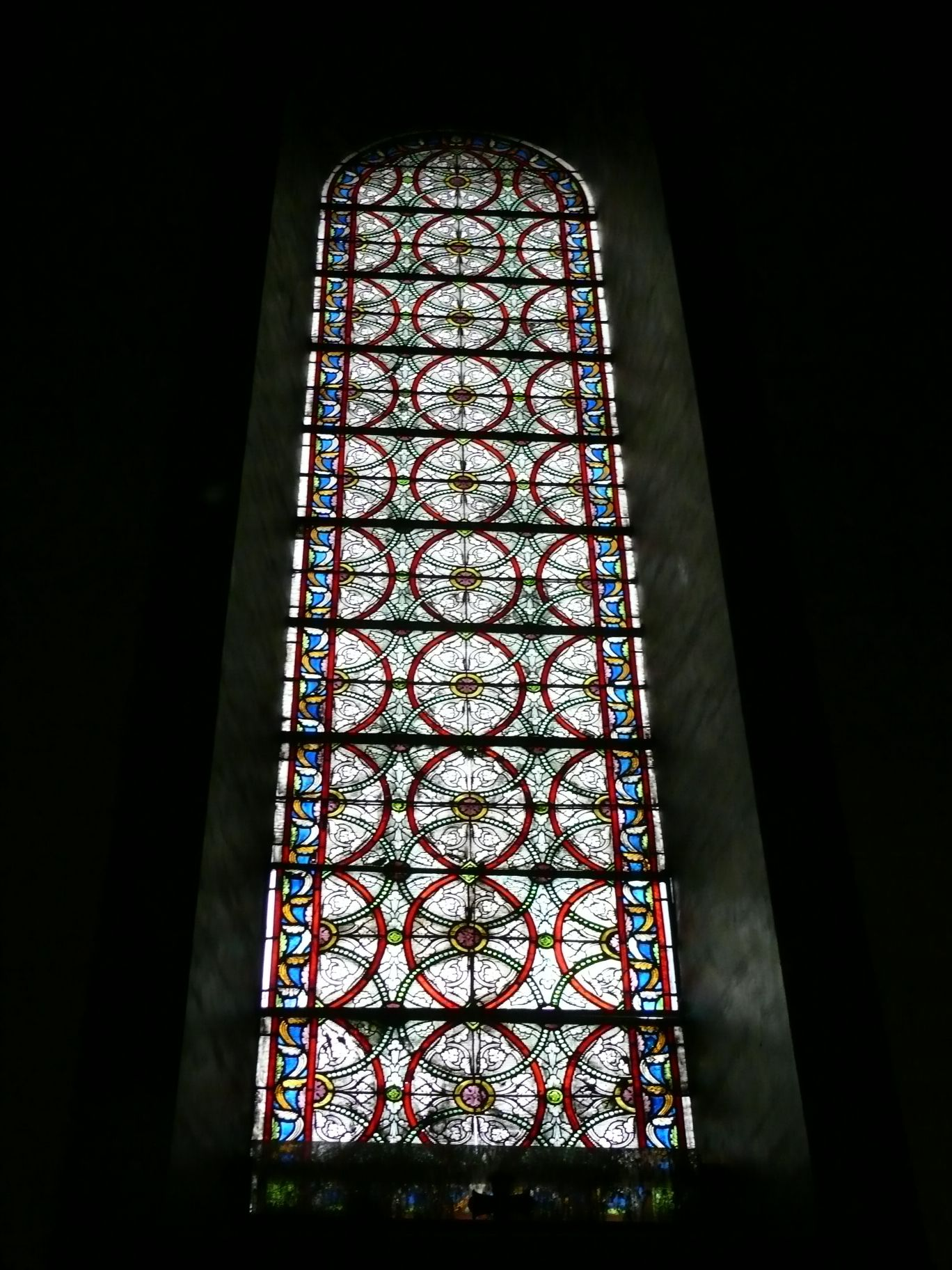
大堂的花窗玻璃

康熙六年（1667年）康熙帝亲政，以鳌拜为首的辅政大臣在与皇帝的权力斗争中失利，受辅政大臣庇护的杨光先被罢官，由他掀起的教案平反，一度被没收的王府井天主堂发还教会。
康熙五十九年（1720年），北京又发生地震，宣武门天主堂和王府井天主堂在地震中被毁。康熙六十年（1721年）主持王府井天主堂的费隐（Xavier-Ehrenbert Fridelli）重建了王府井天主堂，重建工程由葡萄牙国王斐迪南三世资助，耶稣会士利博明（Ferdinando Bonaventura Moggi）作为建筑师设计，传教士兼清宫廷画师郎士宁主持了建筑的绘画和装饰工作，当时的教堂门窗均有彩色玻璃花窗装饰，堂内圣像绘画很多出自郎士宁之手，有着极高的艺术价值。
嘉庆十二年（1807年），东堂的传教士在搬运教堂藏书过程中引发火灾，包括郎士宁手绘圣像在内的大批文物被焚毁。当时东堂神父为福文高、李拱辰，二人又兼钦天监职务，火灾后二人立即上书自请处分。二人的目的是希望获得皇室补助，重修东堂。但当时清廷正在对天主教采取比较严厉的禁止政策。清廷不仅未给教会补助银两，反而让福文高、李拱辰二位神父移居南堂（宣武门天主堂），并将东堂院落没收。东堂的教堂建筑虽然未被烧毁，但也被拆除，于是东堂自此遂废。据史料记载，当时东堂“大堂虽未焚坍，亦令拆毁，饬修士等尽移南堂居住”。至咸丰年间这里仍是一片空地。

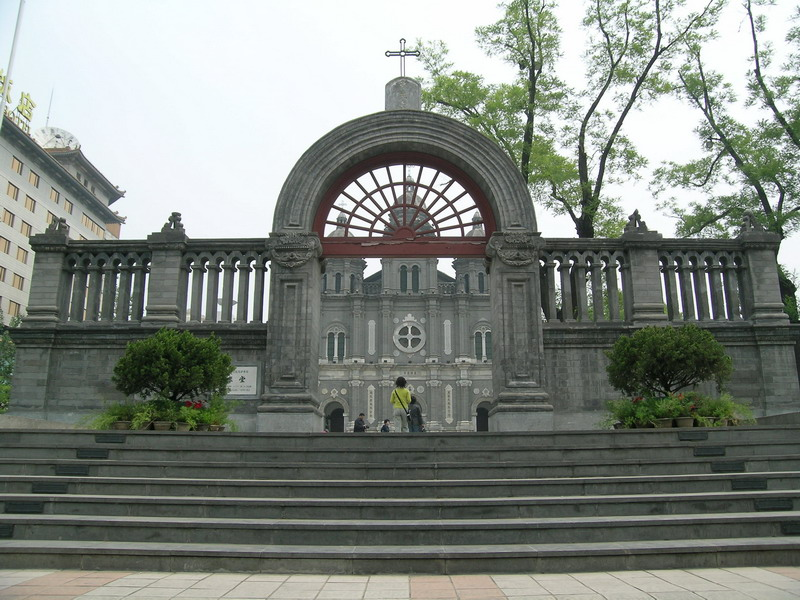
院门

第二次鸦片战争后，咸丰十年（1860年），清政府发还了东堂、南堂、北堂和西堂的教产。当时将东堂发还教会时，此地仅存街门，内部全毁。教会稍作清理后，修建数间平房，作为教友的祈祷所。
光绪六年（1880年），天主教北京教区主教田类思向欧洲募款重建王府井天主堂，光绪十年（1884年）新东堂建成。新建的东堂为砖木结构罗马式建筑，作为内部空间支撑结构的木柱均为取自黑龙江的赤松，墙体则以城砖砌成。建筑平面取十字形，正面建有三座钟楼，均做穹顶结构，钟楼顶端均装饰有十字架。
在1900年的义和团运动中，东堂于1900年6月13日被烧毁，在堂内避难的一批天主教民也被烧死。1904年，法国和爱尔兰用庚款重建了东堂，这就是东堂现存的建筑。重建后的东堂完全恢复了义和团运动之前的形制与规模。据史料记载，东堂“大堂计长二十二丈二尺，宽六丈余。高亦如之。堂内明柱计十六楹，每楹俱高五丈有余，径一尺六寸，皆系黑龙江运来之赤松，精坚胜任。堂内望板，皆作穹窿之形，彩绘尽致。堂中之正祭台，俱用意大利亚国拿波里府之五色珉古镌成。台前之短柱，皆以珐琅烧成，璀灿可观。……堂前钟楼三座。正中一座，至地高九丈有余。其正面圆牖框，与它牖各框，及其层檐，与檐下之方柱，皆大理石雕成。堂之全身，皆以上用之城砖砌成。每砖重可五、六十斤。堂前阶除，长阔相等，俱十丈有余。又起洋式大门一座，达于通衢。”

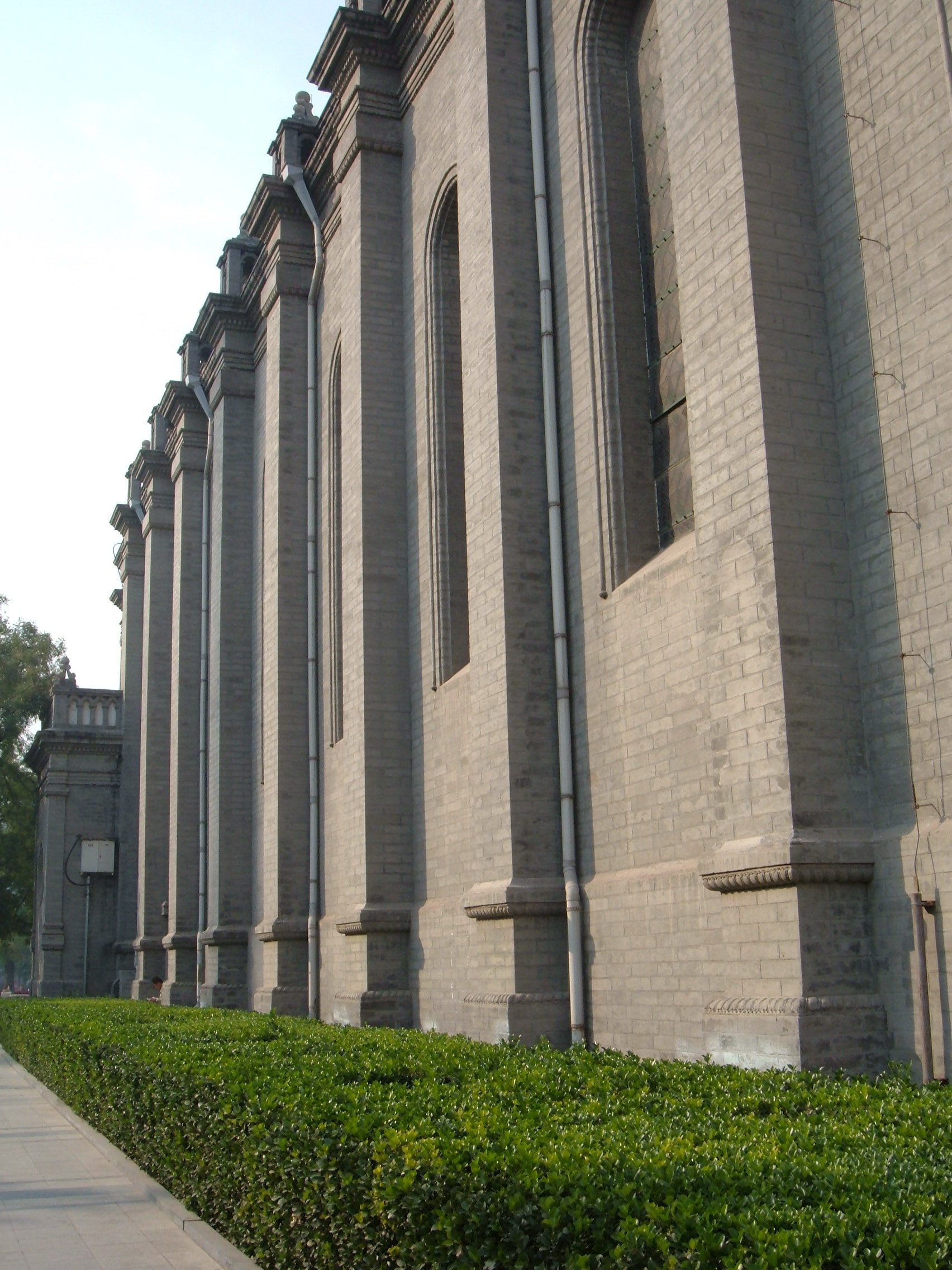
大堂侧立面

东堂院内堂北原有惠我女校，堂南、堂西设有教室。堂东有一院，内设花池、平房和楼房，是神父住宅。堂东有一大片空地是学校操场。1933年，教会在东堂创办北平私立惠我小学。惠我小学设在东堂南侧。中华人民共和国成立后，先后更名为八面槽小学，人民路小学，王府井第一小学，王府井小学。2000年，北京市政府改造王府井大街，将王府井小学的师生分散到灯市口小学、校尉小学，王府井小学从此撤销。
1966年文化大革命爆发，1966年8月21日东堂关闭。该教堂此后被八面槽小学占用。1980年开始修复，1980年12月24日正式开堂，恢复宗教活动。这是继宣武门天主堂（南堂）之后，天主教北京教区恢复宗教活动的第二座教堂。1982年被公布为北京市东城区文物保护单位。1990年，王府井天主堂被列为北京市文物保护单位。2000年3月21日，王府井商业街二期改造工程正式启动。2000年3月至9月，为配合王府井大街扩建工程，北京市政府拨巨款对东堂全面整修，将教堂周围院墙内的平房及院墙全部拆除，扩建了堂前广场，并加建喷泉、地灯，改建了圣若瑟纪念亭。2000年9月11日，东堂再次复堂开放。2013年，东堂被列为第七批全国重点文物保护单位。

## 建筑

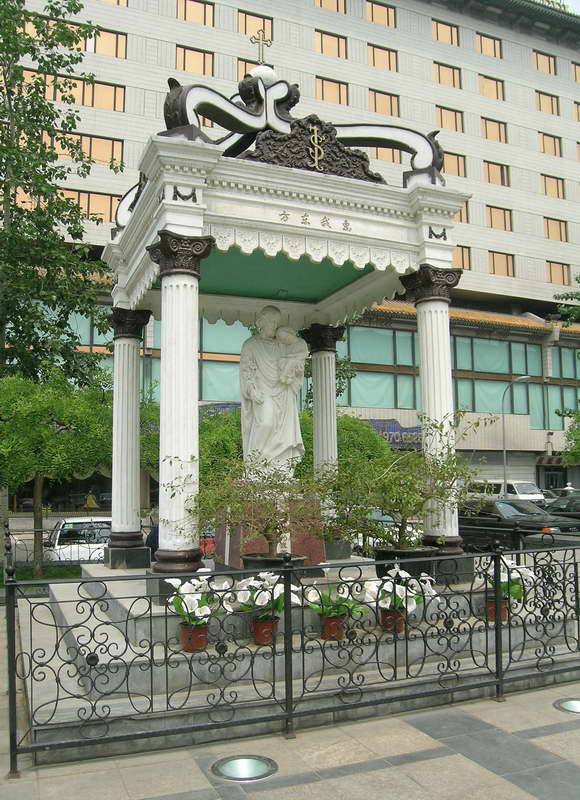
堂前广场上的圣若瑟纪念亭，内为大圣若瑟抱耶稣像

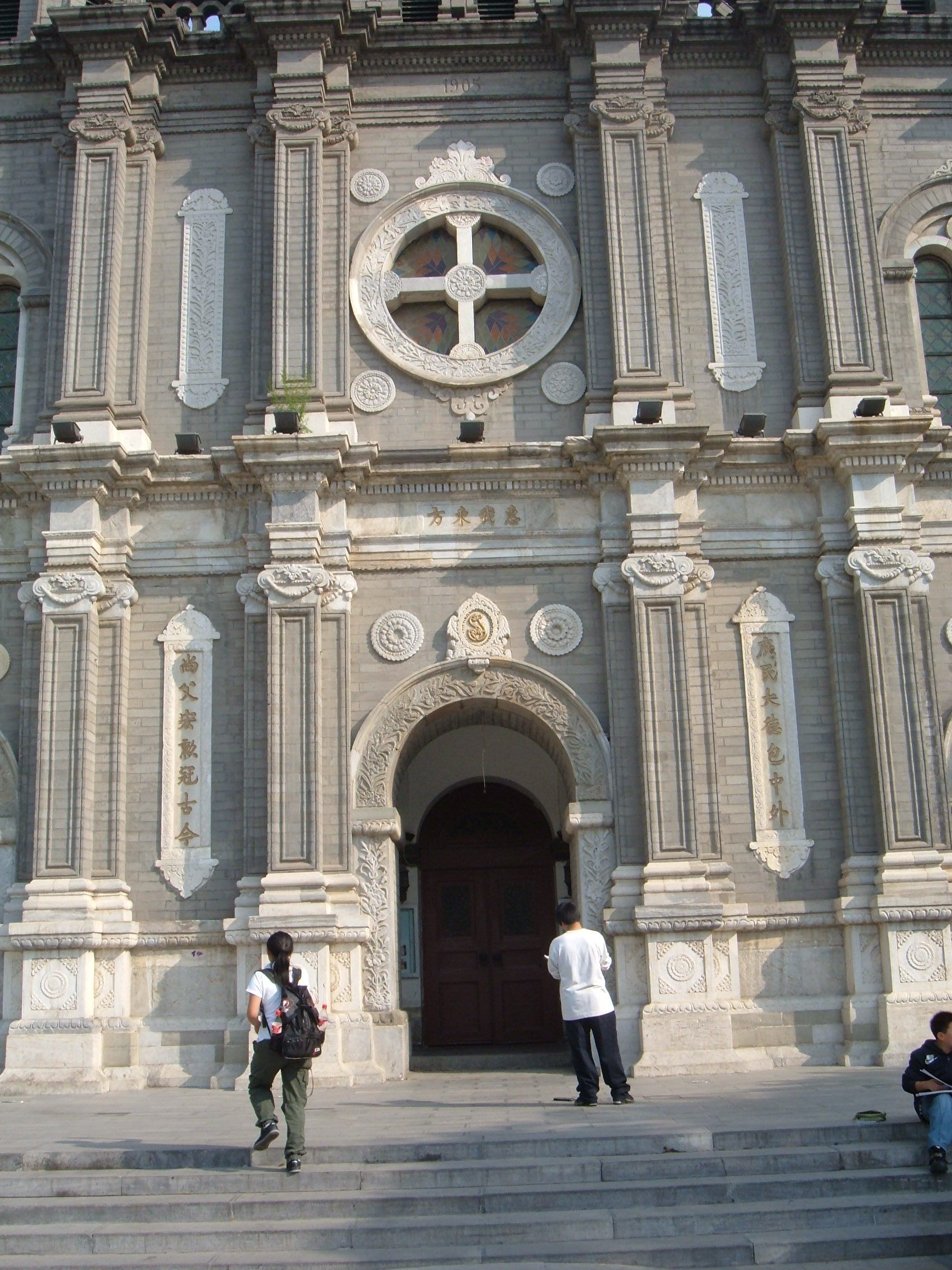
大堂正门

东堂用地在柏树胡同、甘雨胡同（原名乾鱼胡同）之间，面积约为1.18公顷。主要建筑有：
- 院门：在王府井大街东侧，为原先东堂整个大院的院墙正门。2000年王府井商业街二期改造工程中，将教堂周围的平房及院墙全部拆除，院门因超出规划红线较多，且年代久远、风化严重，乃拆除后向东移4米，独立于堂前广场前部，成为广场上的雕塑性标志。[6]
- 圣若瑟纪念亭：位于院门东北侧，堂前广场北侧。圣若瑟纪念亭内，是白色的大圣若瑟抱耶稣像。
- 堂前广场：位于教堂正门前（正门西侧），占地面积8000多平方米，2000年王府井商业街二期改造工程中建成。[1]
- 教堂（大堂）：位于距院门55米处的青石台基上，坐东朝西，南北面阔24米，东西总长约64米，平面呈长方形，教堂门前有宽大的平台。立面外观三层，局部四层，砖石结构，灰砖清水墙体，青石基础。正立面（西立面）由三部分垂直体构成，两条水平腰线将之连成整体。底部开有三个半圆券式门洞，形成门廊，廊后是三个大门。中央大门上部有十字形圆窗，两侧各有一个半圆券式双联长窗。西立面采用组合式壁柱进行垂直划分，为罗马柱式，每层都有基座、柱础、柱身、柱头、檐部。西立面的柱头是变形的爱奥尼柱式，其他立面的壁柱是罗马塔司干柱式。西立面三个塔体顶部是双重鼓座，覆有肋形穹隆顶，其上各设有带小穹顶的采光亭，亭上是十字架。整个立面结合了文艺复兴建筑和巴洛克建筑风格。立面檐口高约13米，屋顶高约18米，中部穹顶高约25米，十字架顶高约27.2米。教堂外立面采用灰砖清水墙体，基座、檐部等地方重点使用了青石。墙面砌工严谨，在欧洲古典建筑造型中融入了中国传统纹样。大门正面的石柱上有楹联：“庇民大德包中外，尚文宏勋冠古今”，横额为“惠我东方”。教堂平面为巴西利卡式，18根直径0.65米的圆柱（柱础为方形）将教堂内部分成中厅和侧廊，柱间距4.2米，柱头和檐部上立有拱券，其上覆有木屋架的坡顶。教堂内的西部大门上方有唱经楼。东部祭坛后面有外凸的小圣经堂及两侧的更衣所，平面形成十字形。侧墙壁柱之间开有拱顶窄长窗，南、北墙的西部开有侧门通到室外。[6][7]堂内两侧挂有描绘耶稣受难始末的多幅油画。2010年圣诞节前夕，教区专款为东堂购置捷克产管风琴一台。[1]
- 花园：教堂南侧有一座占地1000多平方米的花园。其内立体种植有花卉、灌木、乔木。该花园是2000年王府井商业街二期改造工程以后建成。[1]
- 附属建筑：教堂南侧原有附属建筑，为西式小楼式样，2000年王府井商业街二期改造工程中，移建至教堂东侧。[6]附属建筑东侧有一条南北走向的胡同，北通柏树胡同，南通甘雨胡同。胡同东侧有南北两座建筑，北为王府井建管办办公楼（北京市王府井地区建设管理办公室办公楼，2005年开始设计，2006年5月建成并投入使用[8]），南为万博写字楼。

## 主任司铎
| 主任司铎 1. 罗福林神父（1980年代初—1992年1月） 2. 王宝发神父（1992年—1995年） 3. 李山神父（1995年8月—1999年8月） 4. 王学群神父（1999年—2000年） 5. 高阳神父（2000年9月—2002年8月） 6. 李山神父（2002年8月—2007年9月） 7. 冯国新神父（2007年—2011年） 8. 王和平神父（2011年2月—2014年） 9. 孙永书神父（2014年—） | 副主任司铎 …… - 庞若望神父（？—2014年） - 于太永神父（？—2016年3月） - 刘振田神父（2014年—2016年3月） - 罗茂英神父（2016年3月—） |